# Andreas Heinrich Wiegandt
Andreas Heinrich Wiegandt (* 19. November 1809 in Tambach; † 2. August 1889 ebenda) war ein deutscher Politiker, Bürgermeister von Tambach (1863–1868) und Abgeordneter im Landtag des Herzogtums Sachsen-Gotha (1857–1860).

## Leben
Wiegandt wurde 1809 als Sohn eines Metzgermeisters geboren und besuchte von 1824 bis 1830 das Gothaer Gymnasium Illustre. Nach seinem Abschluss studierte er evangelische Theologie in Jena, wo er 1830 Mitglied der Jenaischen Burschenschaft wurde. In den Jahren 1848 und 1852 war er Wahlmann für die Wahlen zum Landtag des Herzogtums Sachsen-Gotha. 1857 rückte er bei einer Nachwahl als Abgeordneter in den Landtag nach, dem er bis 1860 angehörte. In den Jahren 1863 bis 1868 war er Bürgermeister von Tambach.